# Analizador de paquetes
En informática, un Sniffer (analizador de protocolos) es un programa de captura de las tramas de una red de computadoras.
Es algo común que, por topología de red y necesidad material, el medio de transmisión (cable coaxial, cable de par trenzado, fibra óptica, etc.) sea compartido por varias computadoras y dispositivos de red, lo que hace posible que un ordenador capture las tramas de información no destinadas a él. Para conseguir esto el analizador pone la tarjeta de red en un estado conocido como "modo promiscuo" en el cual en la capa de enlace de datos no son descartadas las tramas no destinadas a la dirección MAC de la tarjeta; de esta manera se puede capturar (sniff, "olfatear") todo el tráfico que viaja por la red.
Los analizadores de paquetes tienen diversos usos, como monitorear redes para detectar y analizar fallos, o para realizar ingeniería inversa en protocolos de red. También es habitual su uso para fines maliciosos, como robar contraseñas, interceptar correos electrónicos, espiar conversaciones de chat, etc.

## Utilidad
Los principales usos que se le pueden dar son:
- Captura automática de contraseñas enviadas en claro y nombres de usuario de la red. Esta capacidad es utilizada en muchas ocasiones por crackers para atacar sistemas a posteriori.
- Conversión del tráfico de red en un formato inteligible por los humanos.
- Análisis de fallos para descubrir problemas en la red, tales como: ¿por qué el ordenador A no puede establecer una comunicación con el ordenador B?
- Medición del tráfico, mediante el cual es posible descubrir cuellos de botella en algún lugar de la red.
- Detección de intrusos, con el fin de descubrir hackers. Aunque para ello existen programas específicos llamados IDS (Intrusion Detection System, Sistema de Detección de intrusos), estos son prácticamente analizadores con funcionalidades específicas.
- Creación de registros de red, de modo que los hackers no puedan detectar que están siendo investigados.
- Para los desarrolladores, en aplicaciones cliente-servidor. Les permite analizar la información real que se transmite por la red.